# Німецьке цивільне уложення
Німецьке цивільне уложення (нім. Bürgerliches Gesetzbuch, BGB, більш точний переклад — Цивільний кодекс) — найбільший і основний закон Німеччини, який регулює цивільні правовідносини. Розроблено і прийнято в кайзерівську епоху, наприкінці «юридичного століття», діє зі змінами та доповненнями аж до теперішнього часу. Відповідно до принципів пандектної системи складається з п'яти книг (загальна частина, зобов'язальне право, речове право, сімейне право, спадкове право); вступний закон до уложення вже в початковій редакції містив норми міжнародного приватного права. Кодекс налічує більше 2 тисяч статей, іменованих параграфами. Відзначається високим ступенем точності, розробленості і вичерпною повнотою правових норм і в той же час складною та абстрактною мовою.
Німецьке цивільне уложення є наймасштабнішою кодифікацією цивільного права кінця XIX століття. Створення цього кодексу було в числі вимог німецького національного руху, а вихідним пунктом для його розробки стало прагнення уніфікувати і спростити чинне право, усунувши роздробленість чинних у німецьких державах правових систем, що гальмувала розвиток оберту. Одним з головних джерел, використаних при укладанні уложення, стала фундаментальна наукова теорія цивільного права, створена Бернгардом Віндшейдом та іншими правознавцями-пандектистами. Будучи видатним досягненням цивілістської думки Нового часу і кроком уперед в правовому регулюванні капіталістичних відносин, значно вплинув на приватне право ряду держав континентальної Європи, Японії, Росії та інших країн, а його юридична досконалість набула широкого визнання серед вчених.

## Німецьке право до ухвалення уложення

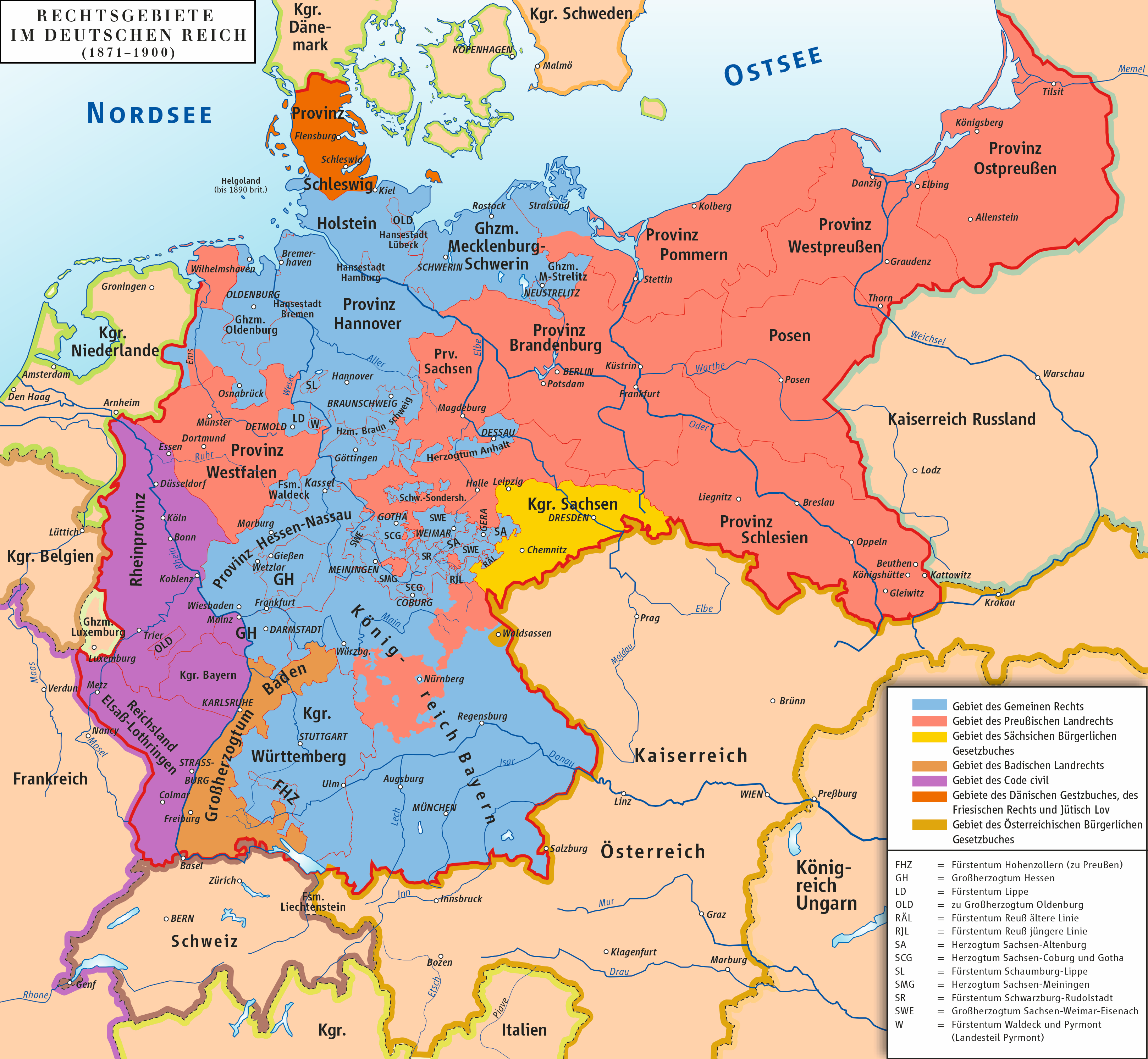
Області дії різних джерел права до введення уложення:
Область чинності германського загального права
Область чинності Прусського земського права
Область чинності Саксонського цивільного кодексу
Область чинності Баденського земського права
Область датського, фризького і ютського права
Область чинності Кодексу Наполеона

До кінця XIX століття єдиного цивільного законодавства Німеччини не існувало. У країні, роздробленій на окремі держави, налічувалося понад 30 місцевих правових систем. До числа основних джерел права, що регулювали цивільні правовідносини в ряді німецьких держав, відносилися Прусське земське право, Кодекс Наполеона, Саксонський цивільний кодекс і Пандектне право.

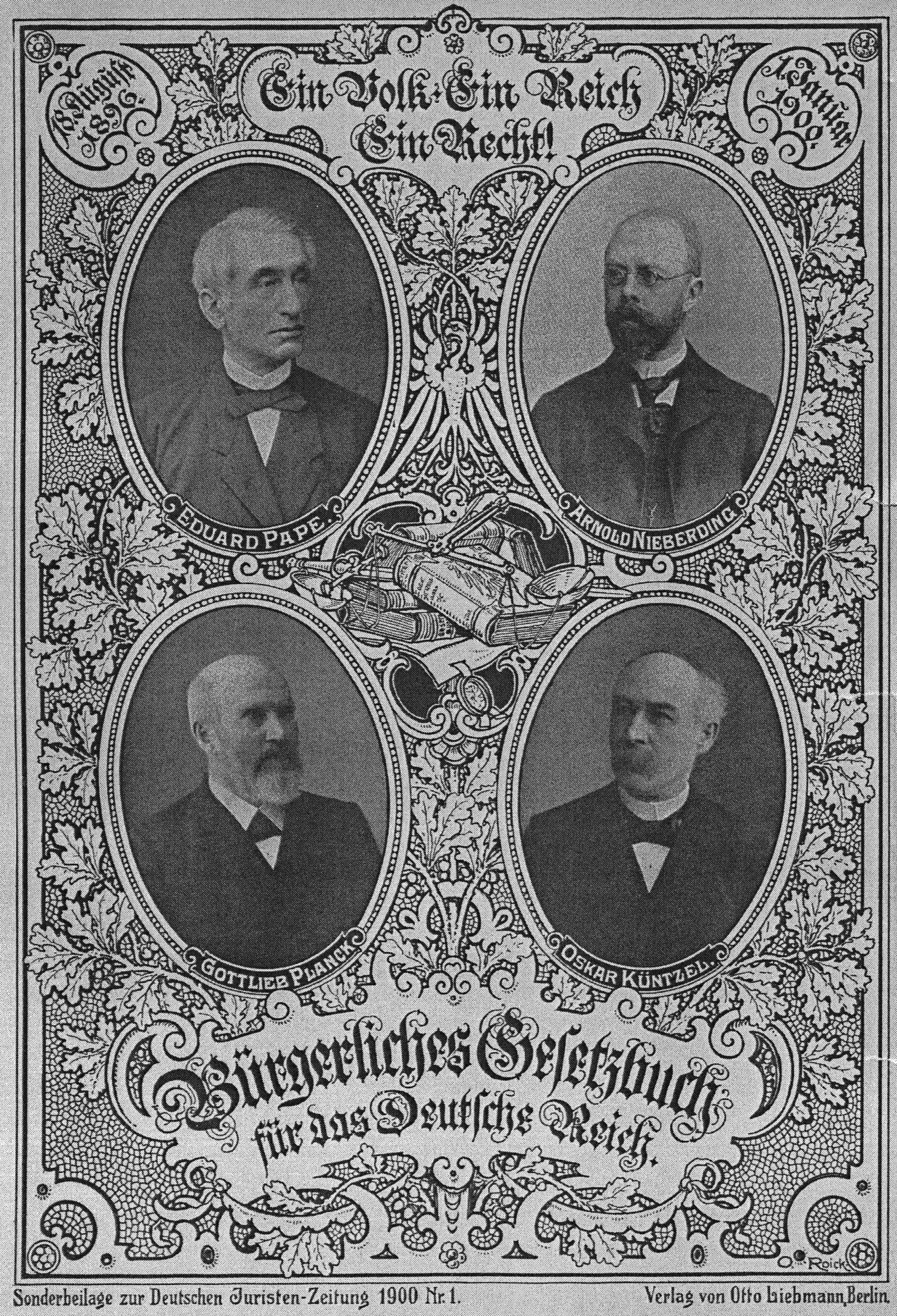
Е. Папе, А. Нібердінг, Г. Планк, О. Кюнцель. Додаток до спеціального випуску Deutsche Juristen-Zeitung, присвяченому набранню чинності уложення

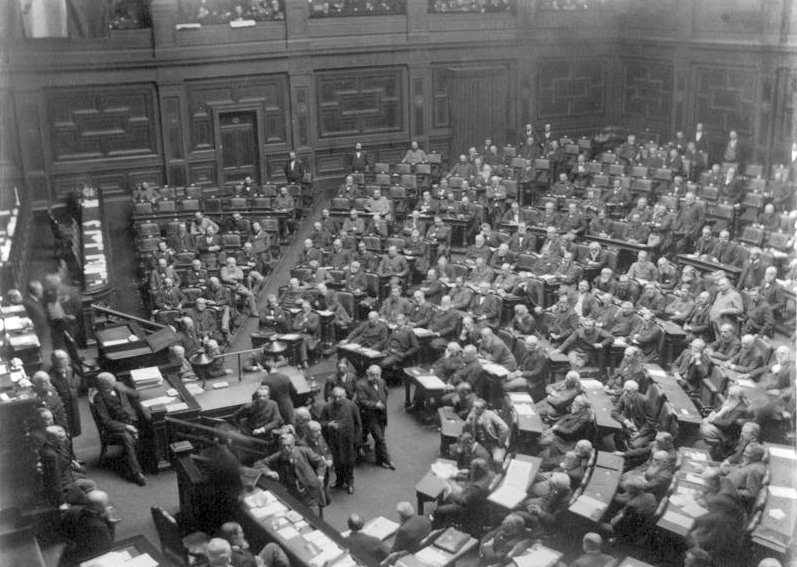
Пленарна зала засідань рейхстагу Німецької імперії

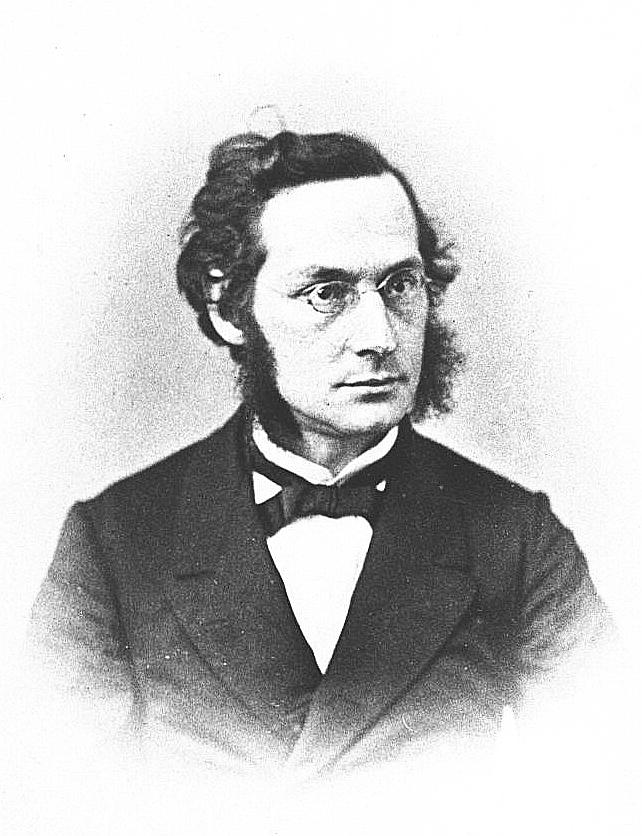
Л. Гольдшмідт

## Ухвалення Німецького цивільного уложення

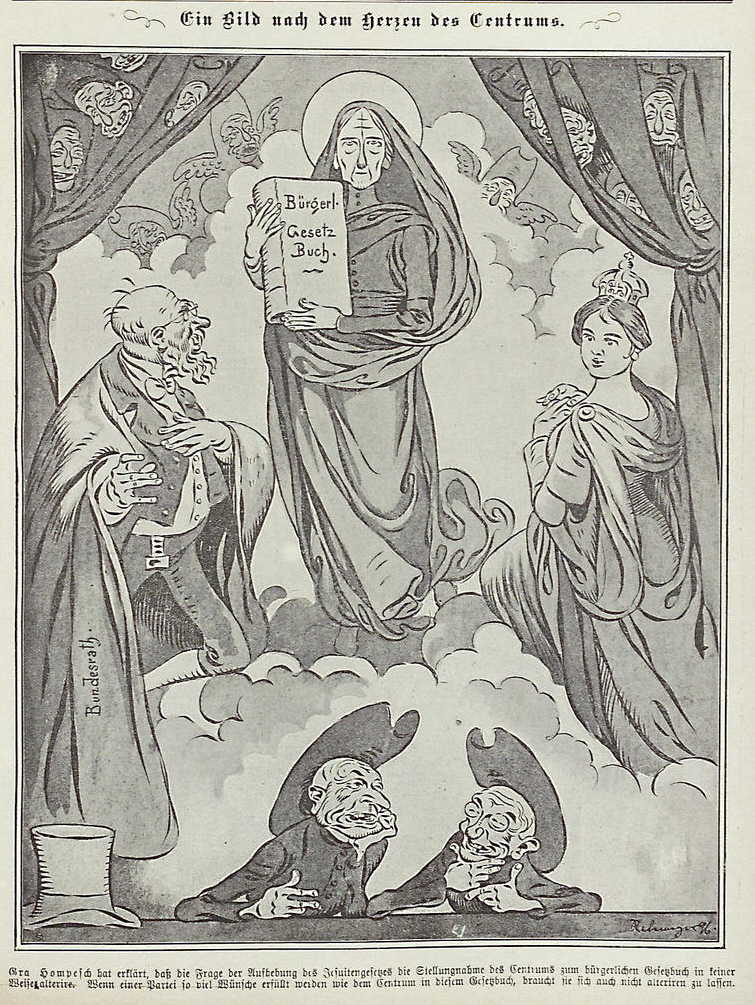
Ухвалення уложення. Карикатура з сатиричного журналу Kladderadatsch, що пародіює «Сикстинську мадонну»

## Передісторія кодифікації

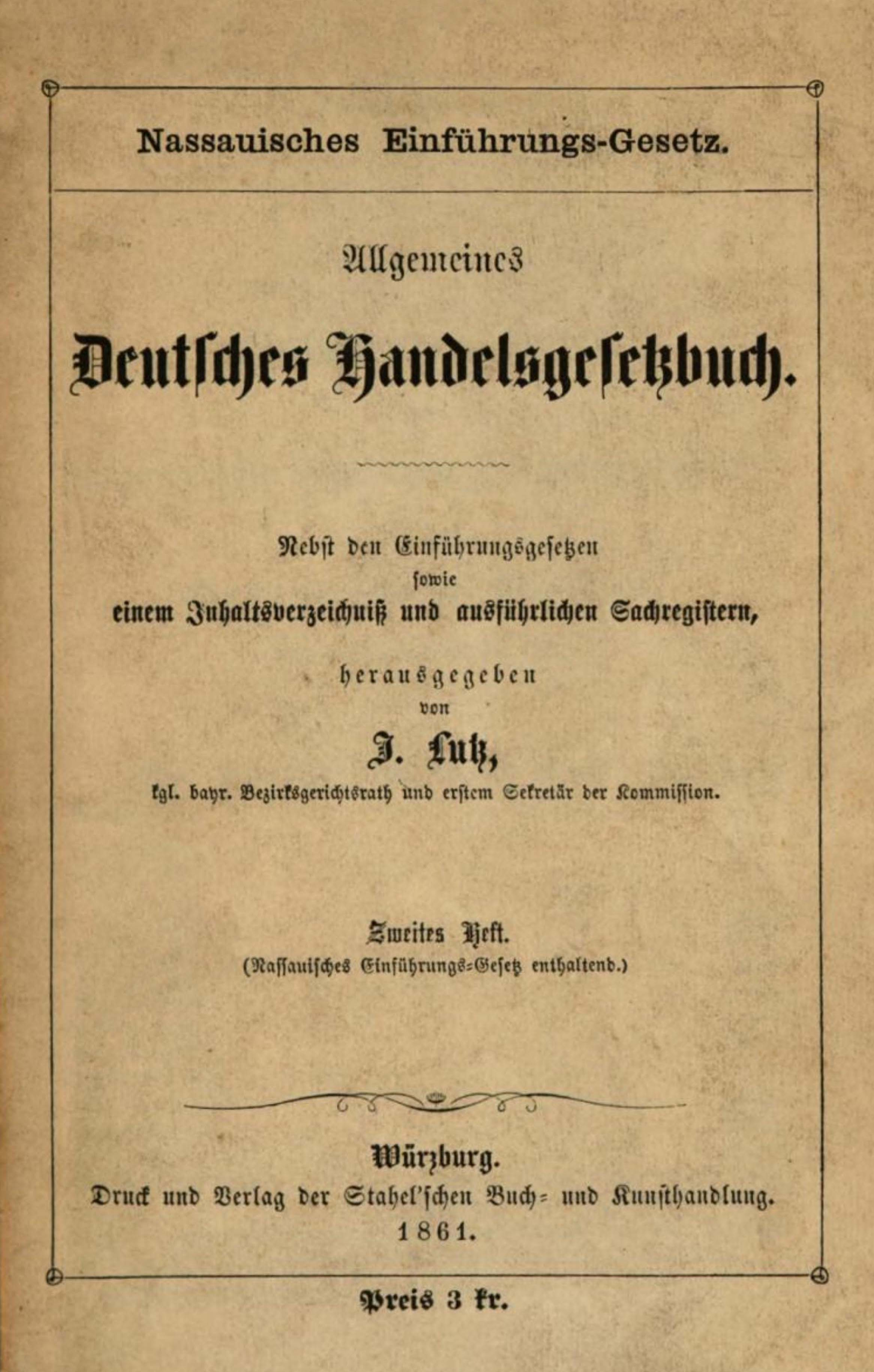
Загальний німецький торговий кодекс

Після кодификационного спору Тібо і Савін'ї рух за прийняття загальнонімецького цивільного кодексу на десятиліття притих. Однак в 1840-х роках він знову почав набирати силу. У 1840 році Антон Крист опублікував роботу «Про національне німецьке законодавство» (нім. «Ueber deutsche Nationalegesetzgebung» «Ueber deutsche Nationalegesetzgebung»), в якій наполягав на необхідності приступити до укладання загальнонімецького кодексу. У 1847 році король Вюртемберга доручив Карлу Георгу фон Вехтеру почати переговори з іншими німецькими урядами з приводу умов можливої уніфікації кримінального і цивільного права. У 1848 році бундестаг Німецького союзу прийняв перший загальнонімецький закон у сфері приватного права — Загальний німецький вексельний статут, введений в дію в ряді німецьких держав.
Революція 1848 року призупинила процеси руху до загального законодавства. Хоча Франкфуртські національні збори включили до § 64 Конституції, прийнятій 27 березня 1849 року, повноваження центральної влади з видання кодексу цивільного права («імперській владі ставиться в обов'язок видання загальних укладень цивільного, торгового, вексельного і кримінального права, здійснити правову єдність німецького народу»), революція була пригнічена, а Конституцію 1849 року було скасовано. Ідея загальнонаціонального законодавства на тривалий час перестала користуватися підтримкою. Проте рух за кодифікацію не було остаточно подолано, хоч він і мав прояв спочатку лише в окремих німецьких державах. Зокрема, в Баварії проєкт цивільного кодексу розроблявся починаючи з 1854 року; окремі частини проєкту, зокрема, розділи про зобов'язальне і речове право, були опубліковані в 1860 і 1864 роках. У Гессені були опубліковані часткові проєкти в 1840-х і 1850-х роках. Найбільш успішно діяли в Саксонії, де проєкт Саксонського цивільного кодексу став чинним законом.
Після подій 1848—1849 років у Німеччині розгорнулася промислова революція. У країні почався економічний підйом. Однак множинність і фрагментарність діючих правових систем істотно гальмували розвиток цивільного оберту. Характеризуючи ступінь роздробленості німецького права, Ф. Бернгефт писав: «у великих правових областях діє неозорна безліч провінційних статутів, міських та інших особливих прав, так що німецька правова карта була значно строкатіше, ніж політична. Іноді межа правової області проходила між містом і селом або навіть через один будинок. Жителі одного міста часто були розділені юридично, так як для різних класів діяли різні права».
Буржуазія, що здобувала все більший вплив вимагала усунення строкатості правового регулювання. Німецькі держави були змушені враховувати інтереси торгівельників і підприємців, і в 1857 році в Нюрнберзі була утворена комісія зі складання проєкту загальнонімецького торгівельний кодексу, пізніше продовжила роботу в Гамбурзі. У 1861 році Загальний німецький торговий кодекс було прийнято бундестагом Німецького союзу і введено в дію в більшості німецьких держав. Торговий кодекс містив норми про торгові товариства, угоди (купівлі-продажу, комісії, експедиції та ін.), Торгового мореплавства (право власності на судна, правове становище капітана і ін.). Законом Північнонімецького союзу від 5 червня 1869 року за Загальним німецьким торговим кодексом і Загальним німецьким вексельними статутом була визнана сила союзного закону, а згодом, після утворення Німецької імперії — сила імперського закону.
У 1862 році представники Саксонії, Баварії і Вюртемберга поставили в бундестазі Німецького союзу питання про те, чи бажано загальнонімецьке цивільне законодавство і наскільки це реально. Бундестаг прийшов до висновку про те, що єдине законодавство цілком бажано, але спочатку необхідно виробити проєкти по окремих частинах цивільного права. 5 січня 1863 року в Дрездені почала працювати комісія зі складання проєкту закону про зобов'язальне право. Так званий «Дрезденський проєкт» був закінчений 28 травня 1866 року, проте не був затверджений через розпуск Німецького союзу в серпні 1866 року

## Розробка проєкту Німецького цивільного уложення

### Попередня комісія

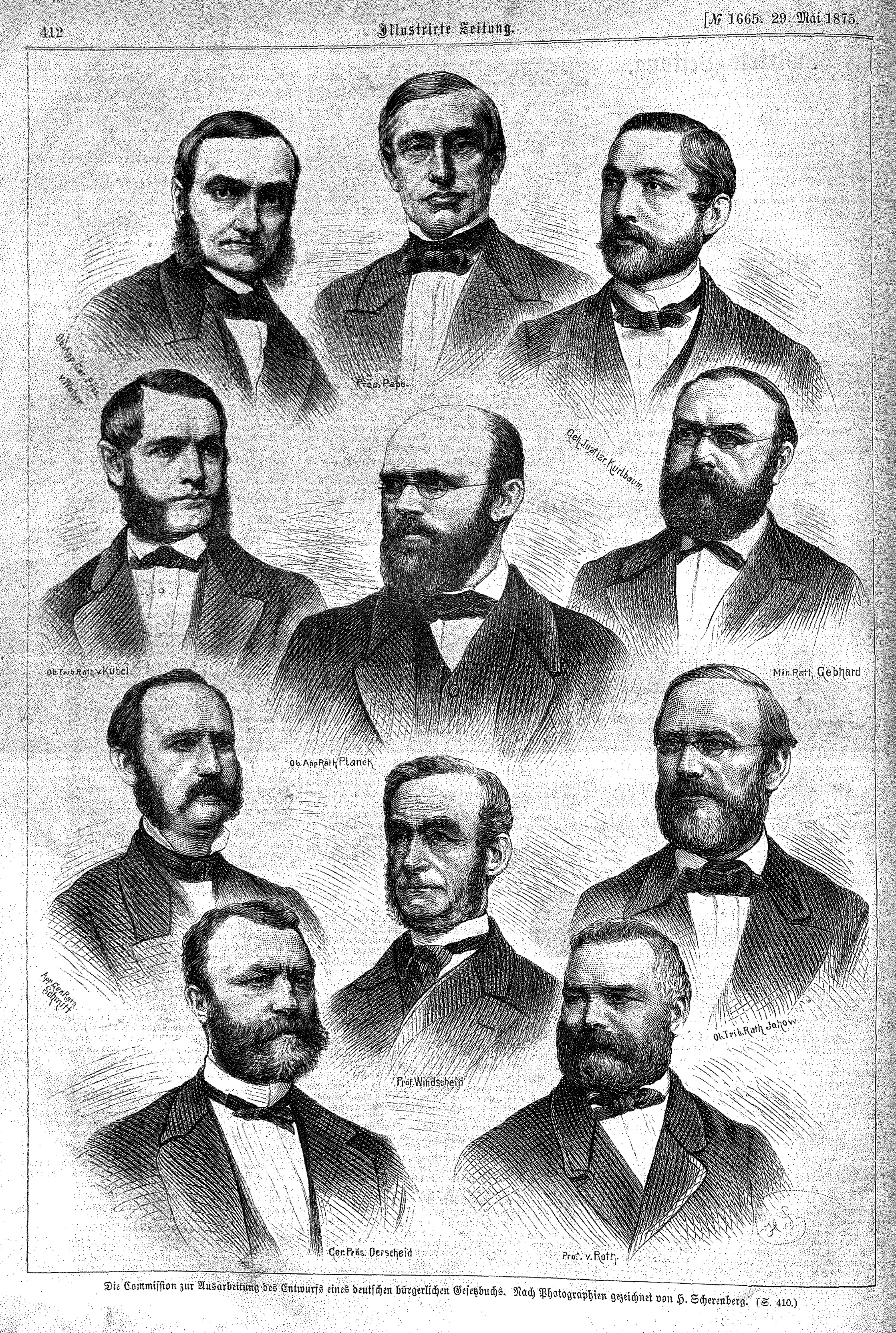
Перша комісія з укладання проєкту уложення

28 лютого 1874 року бундесрат утворив попередню комісію з п'яти авторитетних юристів, якій було доручено висловити свої міркування про план і методи складання проєкту цивільного кодексу. До складу комісії увійшли Левін Гольдшмідт, Франц Філіпп фон Кюбель, Мейер (пізніше його замінив Герман фон Шеллинг) Людвіг фон Неймар і Антон фон Вебер. Комісія провела кілька засідань і виробила в загальних рисах наступний план. До складу проєкту не повинні входити торгове право (було вирішено відмовитися від повної кодифікації приватного права, зберігши його розподіл на цивільне і торгове), гірниче право, деякі німецькі правові інститути (ленське право, сімейні фідеїкоміси і ін.), А також норми про полювання, користування водними об'єктами та лісами, селянське майно та ін. (це пояснювалося тим, що зазначені інститути носять суто місцевий характер, а значить, їх слід регулювати місцевим законодавством). Крім цього, комісія рекомендувала при укладанні проєкту звертати увагу на необхідність і доцільність розроблюваних норм, на їх юридичну та логічну послідовність, а також на те, щоб норми були вільні від «вченої таємничої мови», були викладені точно і конкретно, а головне — коротко і зрозуміло. 15 квітня 1874 року попередня комісія представила свою доповідь бундесрату, який схвалив її 22 червня 1874 року.

### Перша комісія

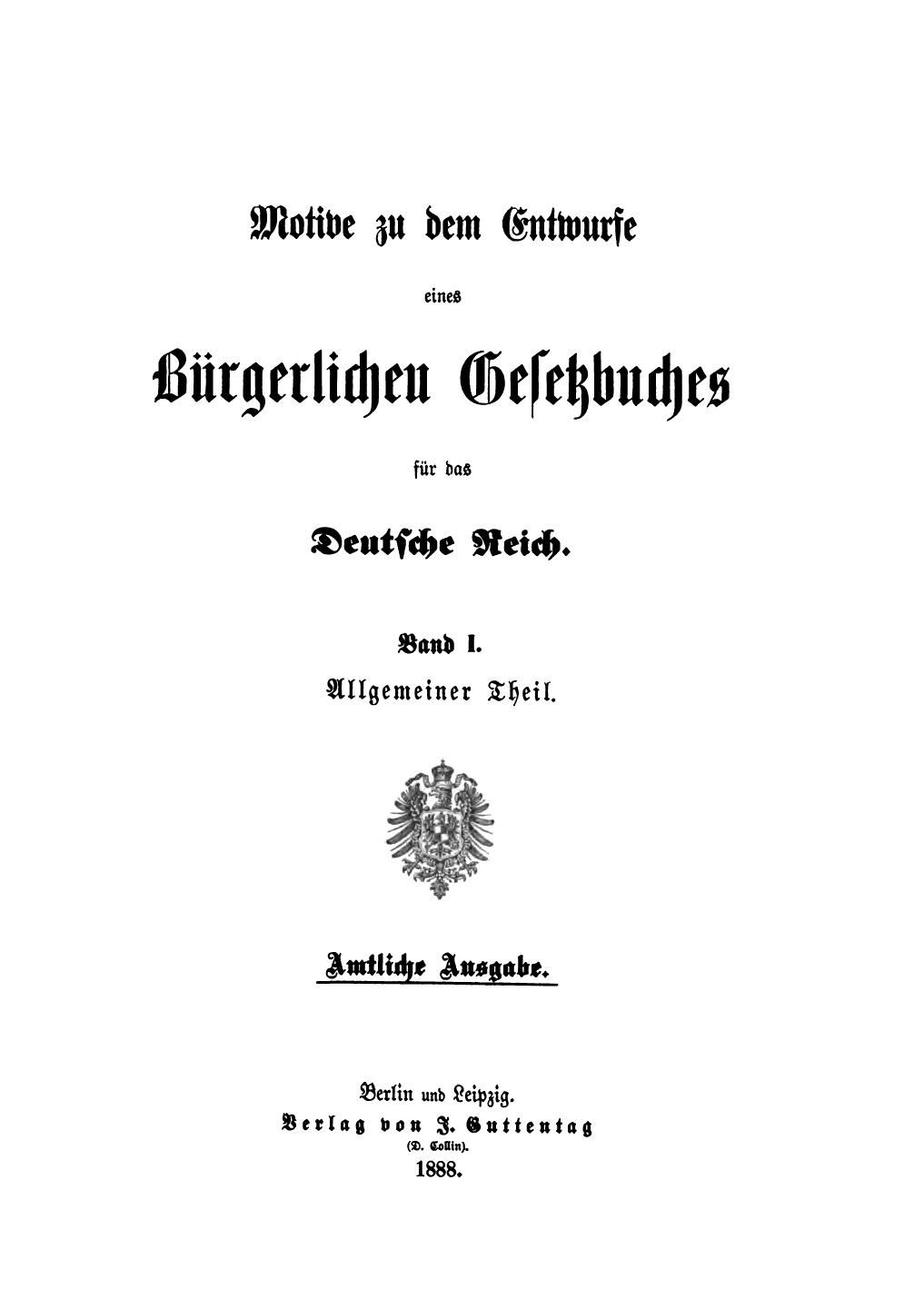
Перший том Мотивів до уложення, 1888 рік

21 липня 1874 року бундесрат, керуючись головним чином пропозиціями попередньої комісії, утворив першу офіційну комісію з розробки проєкту загальнонімецького цивільного кодексу, включивши до її складу високопоставлених суддів і чиновників, які представляли різних членів імперії:
- Пруссія: Рейнгольд Іохов, Готлиб Планк, Карл Курльбаум;
- Баден: Альберт Гебхард;
- Вюртемберг: Франц Філіпп фон Кюбель (після його смерті — Іоганн Густав фон Мандри);
- Баварія: Готфрид фон Шмітт;
- Рейнська провінція: Густав Теодор, Фридрих Дершейд;
- Саксонія: Антон фон Вебер (після його смерті — Конрад Вільгельм фон Рюгер).

Крім того, до складу комісії було введено двох вчених-правознавців, представників різних течій в німецькій юриспруденції — германіст Пауль Рудольф фон Рот і пандектіст Бернхард Віндшейд, вплив якого був особливо сильним. Комісію очолив Генріх Едуард фон Папі, голова Вищого комерційного суду в Лейпцигу. Перед комісією були поставлені наступні задачі: дослідити чинне в Німеччині приватне право з точки зору його доцільності, внутрішньої узгодженості і послідовності; знайти і проаналізувати суперечності між раніше прийнятими великими законодавчими актами та діючим загальним (пандектним) правом; спробувати усунути наявні суперечності і в кінцевому рахунку створити проєкт уложення. Метою реформи було оголошено уніфікацію німецького цивільного права на базі існуючих юридичних норм; будь-яких принципових змін до правового регулювання не передбачалася.
17 вересня 1874 року відбулося перше засідання комісії. Інституційна система була одностайно відкинута і було прийнято рішення про поділ проєкту на п'ять книг на основі пандектної системи. Відповідальним за розробку кожної книги був призначений окремий редактор — член комісії: Гебхард — загальна частина, Іохов — речове право, Кюбель — зобов'язальне право, Планк — сімейне право, Шмітт — спадкове право. В процесі роботи кожен редактор співпрацював з іншими; зі складних і принципови питань рішення приймали всі члени комісії колегіально. За сім років було закінчено чотири з п'яти книг проєкту: розділ зі спадкового права в 1879 році, розділ з питань сімейного права в 1880 році, розділ по речовому праву в 1880 році, розділ «Загальна частина» в 1881 році. У процесі підготовки проєкту було зібрано багато історичного та юридичного матеріалу та складено 734 протоколи, які заповнили 12 309 аркушів; згодом їх було опубліковано у вигляді п'ятитомних «Мотивів до проєкту Цивільного кодексу Німецької імперії» і шеститомних «Протоколів комісії зі складання проєкту Цивільного кодексу».
Робота комісії велася в обстановці суворої службової таємниці. Повідомляти про хід підготовки уложення було заборонено, підготовлені проєкти окремих книг не видавалися і не виносилися на обговорення ділових та юридичних кіл. В офіційному урядовому виданні — «Рейхсанцейгер» публікувалися лише невеликі повідомлення щодо окремих висновків комісії, іноді — окремі параграфи проєкту .
1 жовтня 1881 року почалися спільні наради комісії з метою узгодження і об'єднання окремих підготовлених проєктів книг уложення. Спільна робота тривала ще шість років і, нарешті, 20 листопада 1887 року комісія оголосила про завершення робіт зі складання загальнонімецького цивільного кодексу. 31 січня 1888 року бундесрат постановив опублікувати проєкт уложення разом з Мотивами до проєкту.
Після опублікування проєкт піддався широкому обговоренню. Почали з'являтися роботи вчених, юристів-практиків, представників компаній, державних установ і юридичних організацій, присвячені проєкту; число опублікованих робіт досягло 600, що дало підставу деяким дослідникам стверджувати про «спільну роботу всього народу, що досі ніколи не випадала на долю жодного законодавчого акту» . В цілому найрізноманітніші кола німецького суспільства ставилися до проєкту вельми неприхильно. Зокрема, представник германістів Отто фон Гірке негативно поставився до надмірної схильності проєкту до доктрини пандектистики, що призвело до його перевантаженості нормами пандектного права: «він (проєкт) не є ні німецьким, ні народним, ні творчим … Те, що він нам пропонує, є в кінцевому рахунку витяг із римських пандектів, відлитий у параграфи закону». Впливовий політик Отто Бэр назвав проєкт «маленьким Віндшейдом», натякаючи на відомий підручник пандектного права одного з членів комісії і тим самим підкресливши академічну манеру викладення норм і надмірну кількість дефініцій і загальних положень у проєкті . Професор Эрнст Беккер невтішно відгукувався про важку, малозрозумілу, архаїчну мову праці комісії і крім іншого вказував: «твір несе у собі відбиток кропіткої химерності, а педантична дбайливість, спрямована на дрібниці, змушувала часто випустити з уваги речі важливіші».
Негативно оцінила цей проєкт найбільша юридична організація Німеччини — Німецький союз адвокатів; феміністський рух, що тільки зароджувався виступив проти консерватизму в регулюванні проєкту шлюбно-сімейних відносин. Проти прийняття проєкту висловився сам канцлер імперії Отто фон Бісмарк, назвавши його «скринькою Пандори». Сучасник розробки Уложення, професор Франц Бернгефт наступним чином охарактеризував головну помилку першої комісії: "Якщо проєкт виявився невідповідним до сучасних соціальних потреб, то причина цього лежала в описаних вище обставинах. Коли комісія розпочинала свою діяльність, величезне значення соціальних питань ще не увійшли в свідомість більш широких народних кіл; недоліки економічного порядку сподівалися, в гіршому випадку, усунути за допомогою легких державних заходів, і тоді здалася б повною безглуздістю думка скласти для їх знищення ціле укладення. Комісія зрозуміла своє завдання в тому сенсі, що вона повинна кодифікувати головним чином існуюче право, усуваючи абсолютно застаріле, а також, де було потрібно, створюючи нове право, але утримуючись від будь-яких глибоких змін в існуючому порядку. При цьому вона надавала набагато більше значення встановленню єдності права, ніж його відповідності потребам сучасної народного життя ".

### Друга комісія
Після трирічних обговорень було прийнято рішення переробити проєкт. Імперське відомство юстиції склало 6-томний звід всіх пропозицій і зауважень до проєкту, і 4 грудня 1890 року бундесрат сформував другу комісію зі складання проєкту Уложення. Склад комісії був значно розширений: до нього увійшли 10 штатних і 12 (згідно з деякими джерелами — 13) позаштатних членів, серед яких були представники банківської справи, промисловості, великих землевласників, а також політичних партій. Крім осіб, що входили ще в першу комісію (Планк, Гебхард, Мандрі, Рюгер), у складі другої комісії в різний час працювали правознавець-германіст Рудольф Зом, професор політичної економії Йоганнес Конрад, Роберт Боссе Арнольд Нібердинг, Еміль Дітмар, Ісаак Вольфсон Карл Генрих Бернер, Герман Густав Ейхгольц, Карл фон Якубецький, Герман Штрукман та ін. Комісію очолювали високопоставлені службовці Імперського відомства юстиції — Отто фон Елшлегер (до лютого 1892 року), Эдуард Ганауер (квітень 1892 року — квітень 1893 року) і Оскар Кюнцель (з травня 1893 року). Провідну роль в комісії грав Планк, який став її відповідальним секретарем .
Наради другої комісії почалися 1 квітня 1891 року. На відміну від попередньої комісії її робота відрізнялася набагато більшою гласністю: до участі в обговореннях запрошувалися всі бажаючі, постанови комісії друкувалися в «Рейхсанцейгер». Зауваження стосовно проєкту приймалися комісією до 19 червня 1895 року. Робота комісії відрізнялася в кращий бік і у відношенні змісту: в той час як перша комісія обмежилася в основному викладенням чинного права в точних формулюваннях, друга комісія вільно вносила зміни в правове регулювання, керуючись вимогами сучасності та завданнями забезпечення необхідного захисту економічно слабких верств населення. проєкт другої комісії помітно вигравав також за рівнем ясності і простоти: римську (пандектну) термінологію було скорочено на користь німецьких слів, ліквідовано численні дефініції. Було усунено багато норм римського походження, а замість них введено ряд принципів і норм німецького права. Окремі розділи проєкту були перероблені і розширені .

Всього комісія провела 428 засідань, було складено 8765 сторінок протоколів. Праця комісії спочатку була опублікована у вигляді часткових проєктів окремих книг; після публікації проєкт було обговорено і схвалено на з'їзді німецьких юристів. Другий проєкт Уложення хоча і значно перевищував перший, але тим не менш не був позбавлений недоліків і був сприйнятий юристами прохолодно. Однак імперська і місцева влада вимагала негайного обговорення і прийняття проєкту; це пояснювалося тим, що в 1896 році мали відбутися нові вибори членів рейхстагу, і багаторічна робота комісій могла виявитися безплідною. В кінці жовтня 1895 року проєкт в остаточній редакції надійшов до бундесрату. Основним доповідачем був Планк, окремими співдоповідачами по 5 книг були Гебхард, Якубецький, Кюнцель, Мандрі, Рюгер (пізніше його замінив Бернер). Бундесрат вніс до проєкту деякі правки, що стосувалися юридичних осіб; крім того, зміст шостої книги проєкту (норми міжнародного приватного права) було перенесено з основного тексту кодексу у Вступний закон  . 

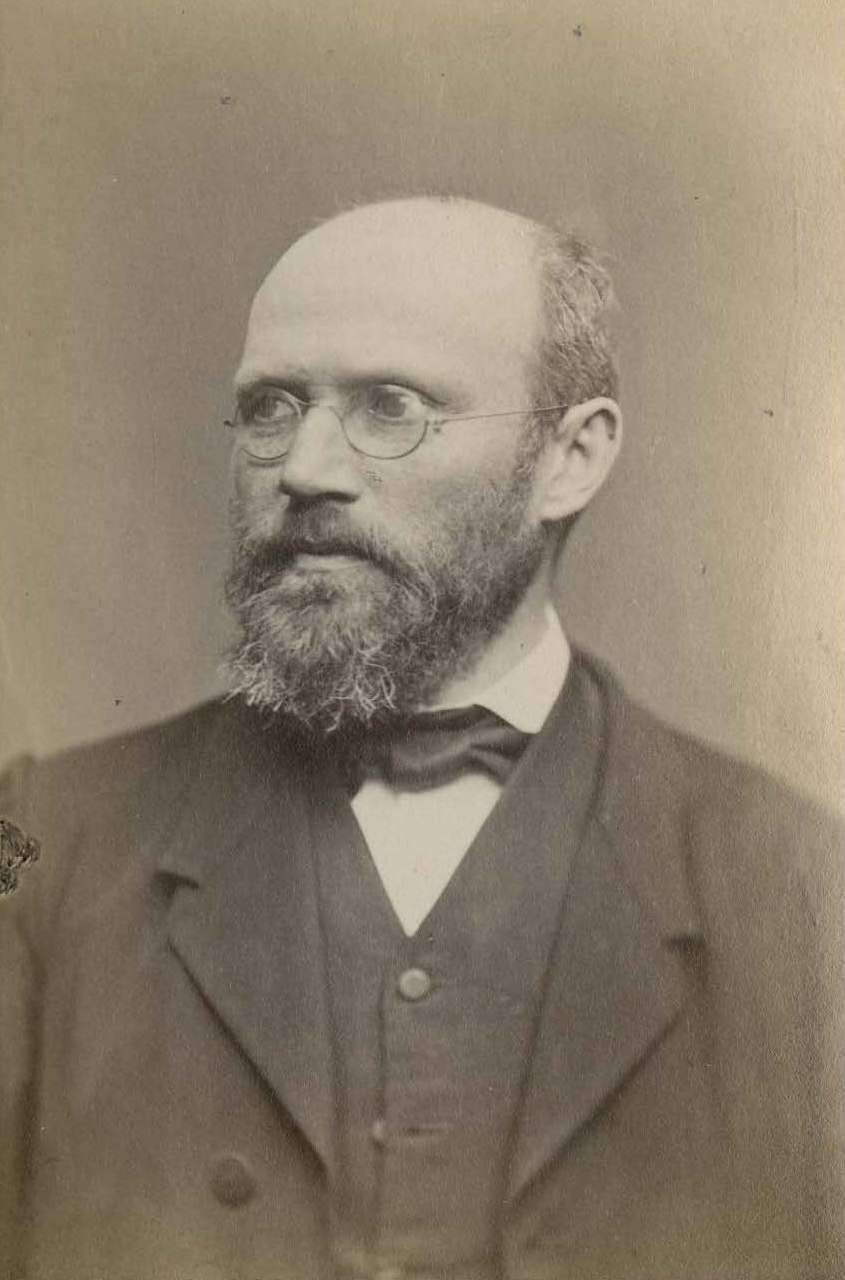
Г. Планк
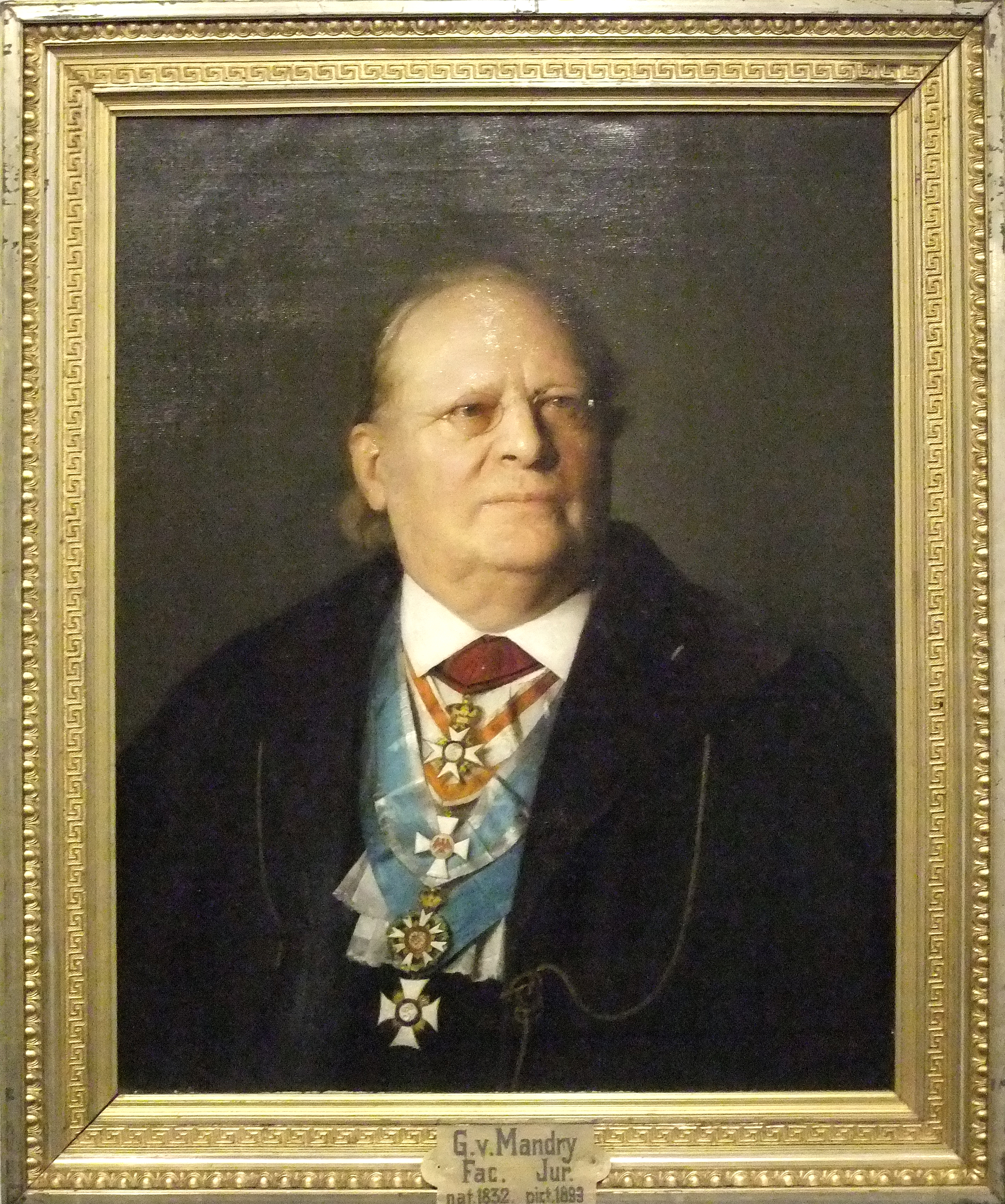
І. Г. фон Мандрі
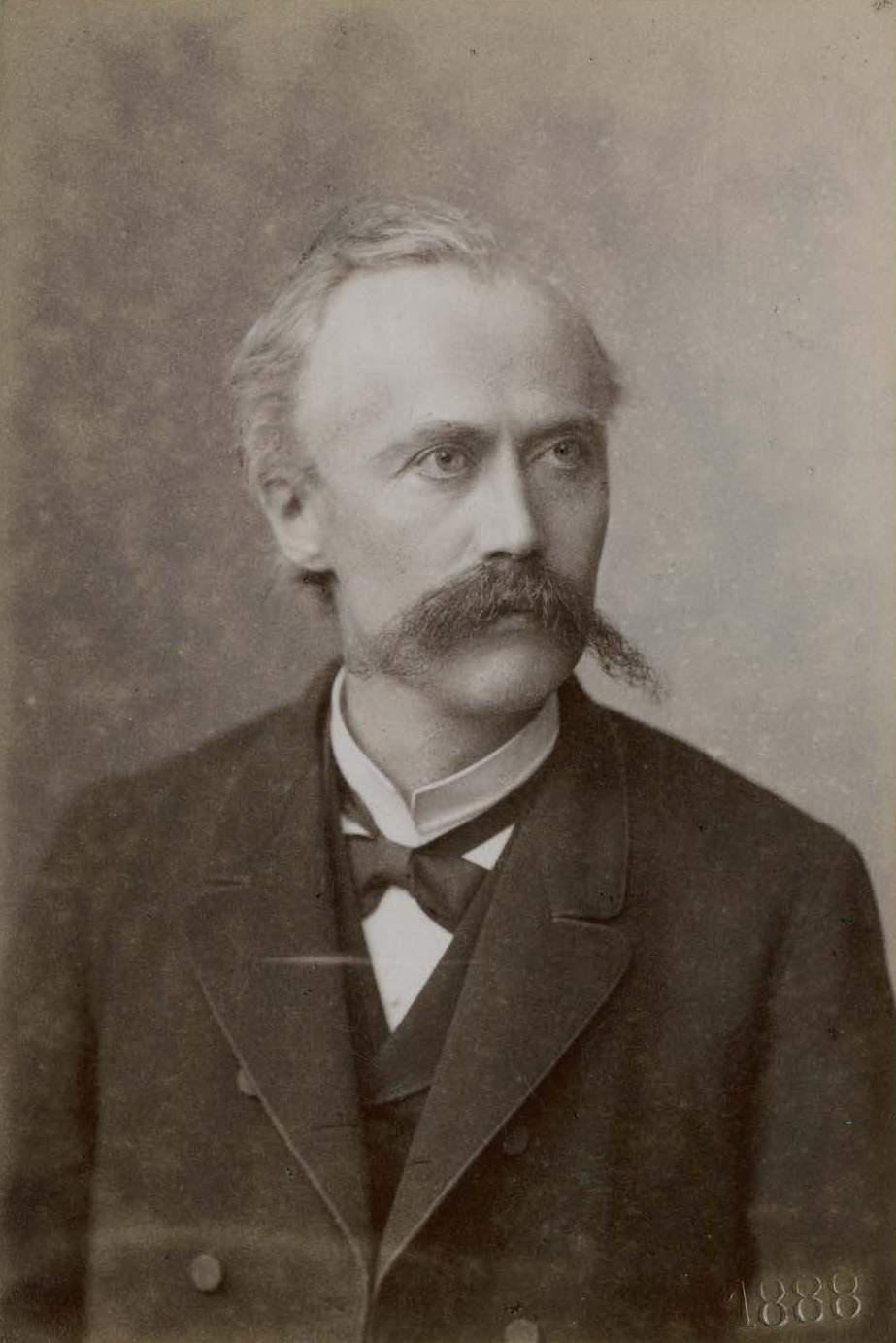
Р. Зом
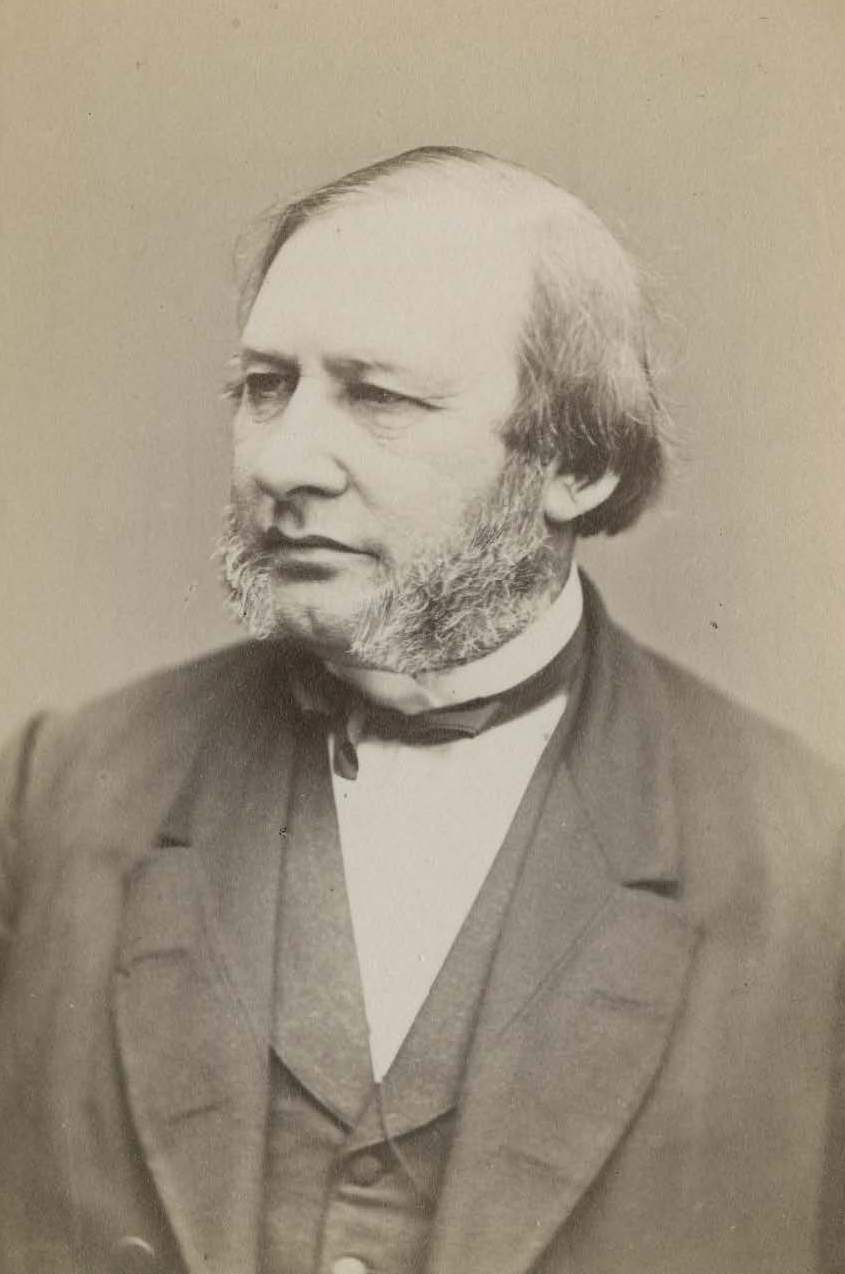
І. Вольфсон
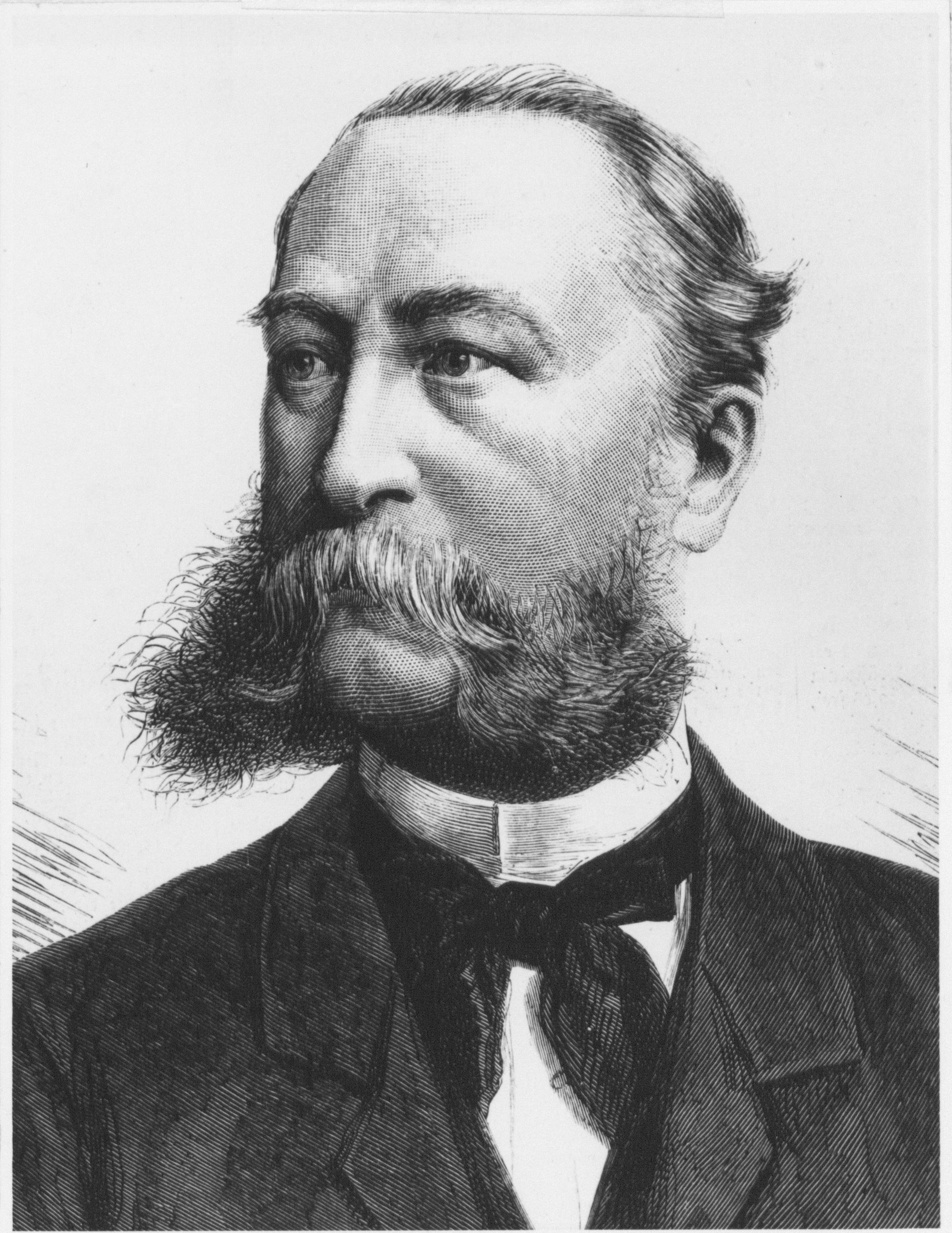
О. фон Елшлегер
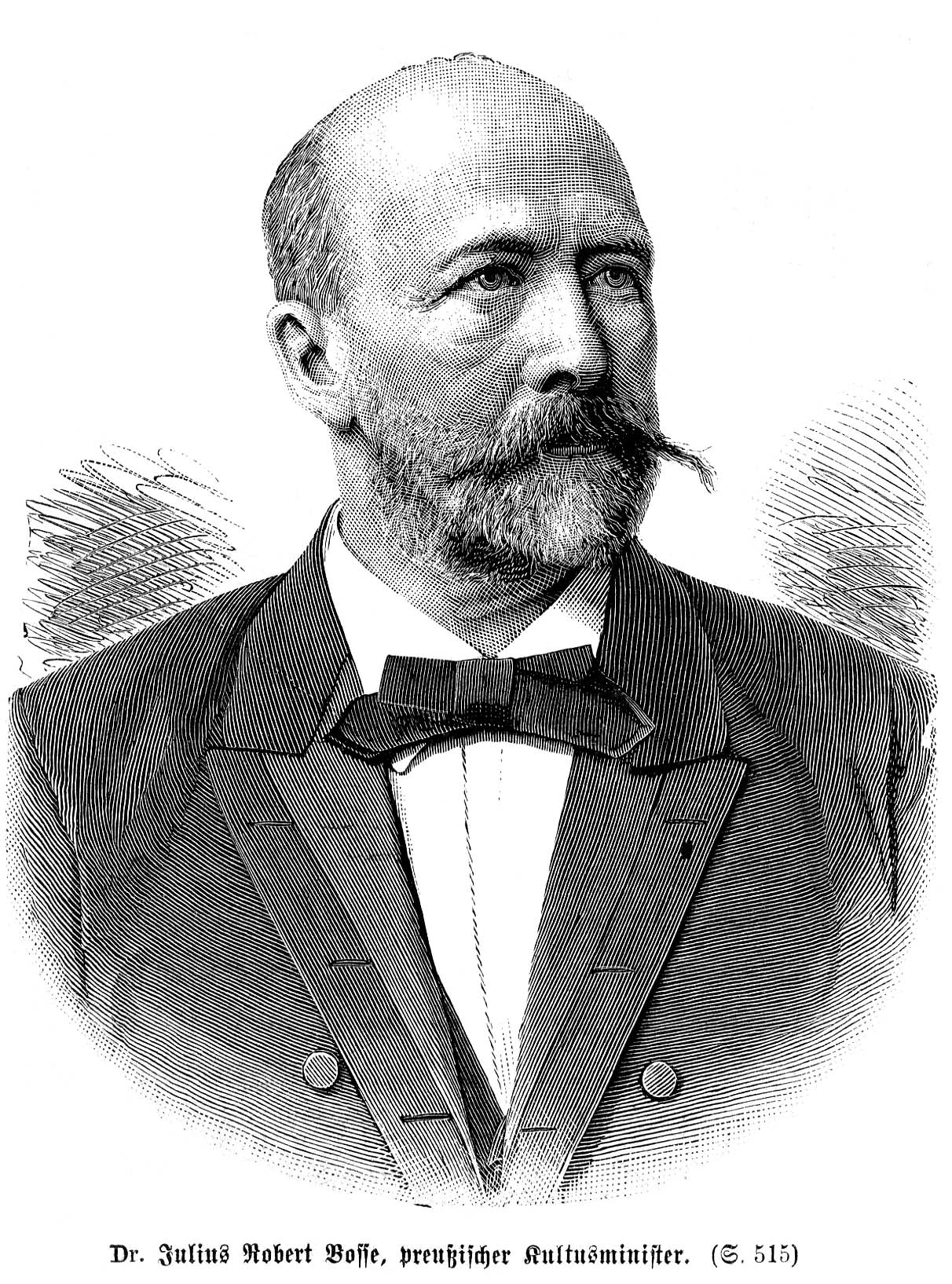
Р. Боссе
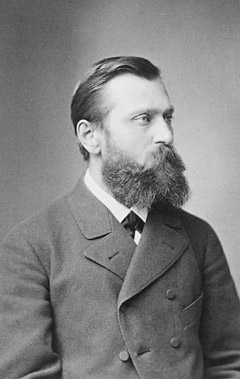
І. Конрад

## Введення в дію. Вступний закон до Уложення

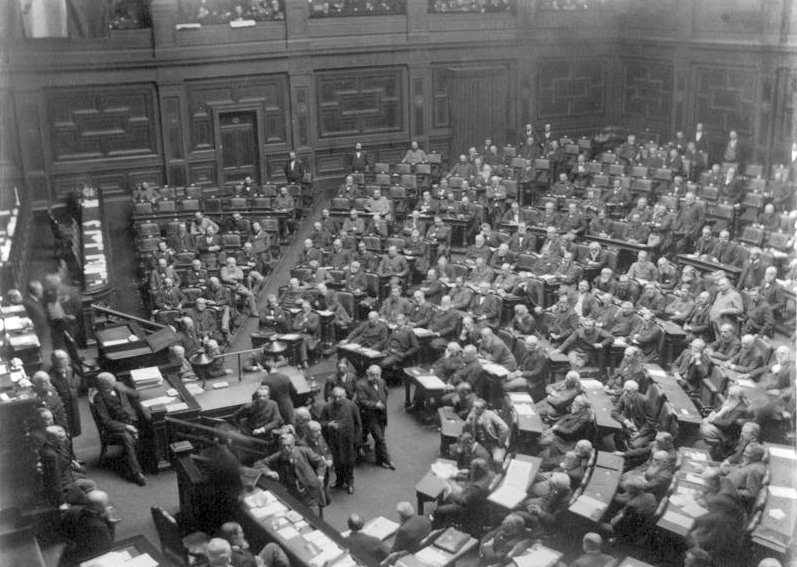
Пленарна зала засідань рейхстагу Німецької імперії

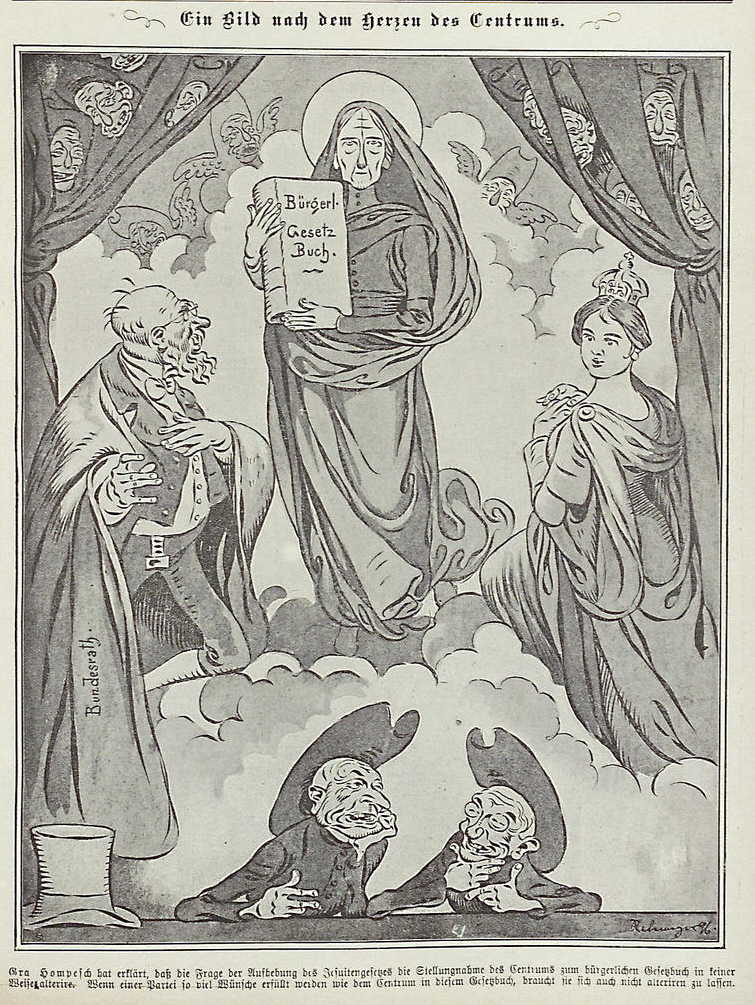
Ухвалення Уложення. Карикатура з сатиричного журналу Kladderadatsch, пародіює " Сикстинську мадонну "

17 січня 1896 року рейхсканцлер Хлодвіг Гогенлое вніс до рейхстагу проєкт Уложення разом з пояснювальною запискою Імперського відомства юстиції. Ця подія не викликала великого інтересу у членів представницького органу: при внесенні були присутні всього 40-50 депутатів з 397.
6 лютого, після першого читання, була утворена спеціальна комісія рейхстагу з 21 члена, метою якої був розгляд проєкту по суті. Безсумнівно, за проєкт виступала лише Націонал-ліберальна партія, вплив якої суттєво зменшився. Основні політичні сили — Партія Центру і Соціал-демократична партія ставилися до проєкту досить критично. У зв'язку з цим в комісії рейхстагу розгорілися суперечки з приводу ряду норм проєкту, особливо щодо питань про права товариств (юридичних осіб) і шлюбного права. Ряд членів комісії вважав, що права товариств повинні бути істотно розширені, а також мають бути єдині в усіх державах-членах імперії. Норми шлюбного права пропонувалося посилити, виключивши обов'язковий цивільний шлюб і зменшивши кількість підстав для розлучення. Пошуки компромісних рішень зайняли ще пів року, і нарешті, після 53 засідань комісія затвердила проєкт з досить значними змінами. Доповідачами комісії були Людвіг Еннекцерус (перша і друга книги), Герхард фон Бухка (третя книга), Карл Бахем (четверта книга), Гуго Шредер (п'ята книга).
У червні 1896 року проєкт було повернено в рейхстаг. На самому початку відразу виникла пропозиція перенести читання проєкту на осінь, щоб мати можливість для більш ґрунтовного розгляду, проте її було відкинуто, і рейхстаг приступив до дебатів. Представником уряду в процесі розгляду проєкту був один з учасників другої комісії з розробки Уложення — Арнольд Нібердінг, який займав пост статс-секретаря Імперського відомства юстиції й зіграв значну роль у проведенні проєкту Уложення через рейхстаг (керівник соціал-демократичної фракції Август Бебель навіть назвав його "офіційним тлумачем Цивільного кодексу ").
У процесі обговорення соціал-демократи вимагали внесення змін до норм про товариства, протестували проти виключення з проєкту норм про наймання сільських робітників і прислуги, вимагали внесення цілої низки змін до розділу про зобов'язальне право в інтересах незаможних верств населення. Однак більшість їх пропозицій була відхилена. Консерватори знову спробували скасувати обов'язковий цивільний шлюб, але безуспішно. Найбільшою гостротою вирізнялися дебати щодо незначного питання — про відшкодування селянам збитків, завданих мисливською дичиною, що живе на сусідніх землях поміщика; під тиском консерваторів і Партії Центру ця норма була виключена. На завершальному пленарному засіданні рейхстагу, покликаному прийняти остаточний проєкт, насилу був забезпечений необхідний кворум у 2/3 від загального числа депутатів: були присутні лише 288 осіб з 396. Як з іронією відзначав Ф. Бернгефт, «добра воля панівних партій і холодна погода зробили свою справу, і таким чином все-таки вдалося те, на що багато хто сподівався і в чому лише деякі були впевнені». 19-27 червня пройшло друге читання, і 1 липня 1896 року рейхстаг прийняв Цивільний кодекс Німеччини в третьому читанні 222 голосами проти 48 (в основному соціал-демократів) і при 18, що утрималися.
14 липня 1896 року Уложення був схвалений бундесратом, 18 серпня його підписав імператор Вільгельм II. Уложення було опубліковано 24 серпня 1896 року в офіційному періодичному виданні імперії — «Рейхсгезецблатт».
|  |  |  |  |  |  |

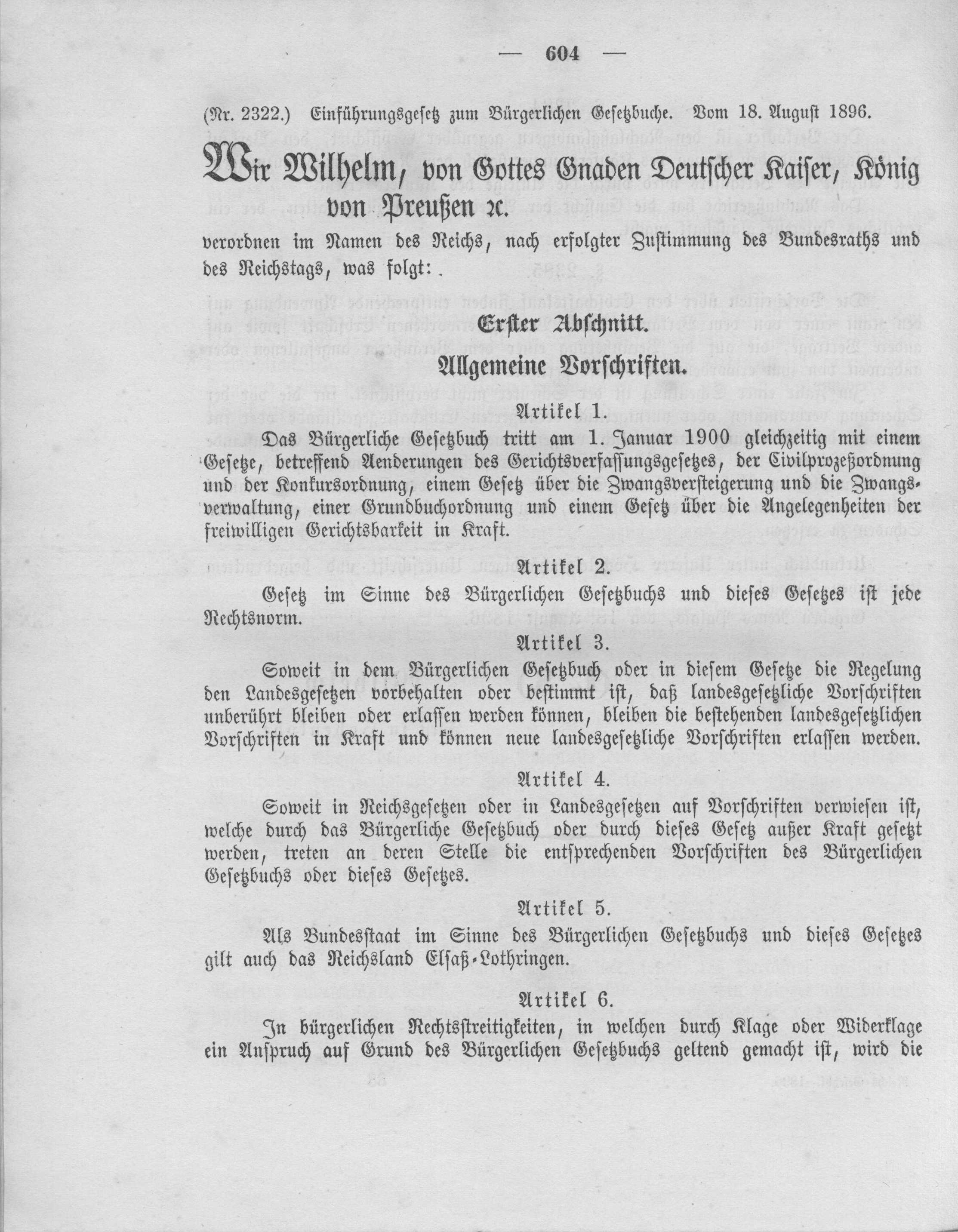
Перша сторінка введеного закону (публікація в Reichsgesetzblatt)

Одночасно з Уложенням був прийнятий Закон про введеня в дію Уложення (Вступний закон). Відповідно до Вступного закону Уложення набуло чинності 1 січня 1900 року. Така відстрочка була викликана необхідністю надати німецьким державам час для внесення необхідних змін до місцевого законодавства, і всім зацікавленим особам — можливість вивчити кодекс. Крім того, в літературі називається і суб'єктивна причина відстрочки — особисте побажання кайзера, який вважав, що нове століття слід ознаменувати блискучим початком. Вступний закон до уложення складається з 218 статей, об'єднаних у чотири розділи.
1. Розділ «Загальні положення» (ст. 1-31).
2. Розділ «Відношення Цивільного кодексу до імперських законів» (ст. 32-54).
3. Розділ «Відношення Цивільного кодексу до законів земель» (ст. 55-152).
4. Розділ «Перехідні положення» (ст. 153—218).

За загальним правилом імперське право і місцеве (земське) законодавство залишалися чинним доти, доки з Уложення або введеного закону не витікало іншого. Багато імперських законів було істотно змінено Вступним законом. Зокрема, були змінені або частково втратили силу Закон про акти стану, Закон про договірні відсотки, Закон про лихварство, Закон про відповідальність у випадку підвищеної небезпеки, а також Статут про промисловість.
«Центр ваги» Вступного закону становив третій розділ. Майже 100 статей цього розділу (тобто майже половина всього Вступного закону) присвячені застосуванню місцевого законодавства, і значна частина з них починалася зі слів «залишаються без зміни» (нім. «unberührt bleiben») перераховуючи ряд питань, з яких залишалося в силі законодавство окремих німецьких держав. До переліку таких питань були віднесені в тому числі особливий статус глави й членів можновладних (королівських, княжих) будинків німецьких держав; різні феодальні форми дворянського родового майна (ст. 59), рентне майно та право спадкової оренди (ст. 63), право селянського єдиноспадкування (ст. 64), право полювання та рибальства, гірниче право (ст. 67), правове становище прислуги і домашніх робітників (ст. 95), водне право (ст. 65) та ін. Як підкреслював депутат від Соціал-демократичної партії Кауфман, «в статтях 55-152 вступного закону до Уложення ми знаходимо дуже довгий список втрат для німецької ідеї єдності».
Кодифікація викликала необхідність внесення змін до процесуального і торгового права. У зв'язку з цим одночасно з Уложенням набрав чинності закон від 17 травня 1898, який вносив зміни в Закон про судоустрій, Цивільний процесуальний кодекс і Конкурсний статут, Новий Торговий кодекс Німеччини, який скасував дію старого Загального німецького торгового кодексу 1861 року, був прийнятий 10 травня 1897 року і також введений в дію з 1 січня 1900 року.
У статтях 7-31 Вступного закону містилися норми міжнародного приватного права, згодом розширені Законом про нове регулювання міжнародного приватного права від 25 липня 1986 року і Законом про міжнародне приватне право для позадоговірних зобов'язальних відносин і для речей від 21 травня 1999 року. У сучасній редакції вони засновані на системі всебічних колізійних норм, тобто норм, що встановлюють можливість застосування не тільки німецького, а й будь-якого іноземного права. Формулюючи прив'язки колізійних норм, що стосуються особистого закону, Вступний закон дотримується принципу громадянства: приватноправові відносини людини підпорядковані праву країни, громадянином якої він є. Там, де громадянство не застосовується, наприклад, через участь у правовідносинах осіб з різним громадянством, в якості допоміжної прив'язки використовується місце постійного перебування; перш за все це стосується визначення загальних наслідків шлюбу, режиму майнових відносин подружжя та розірвання шлюбу. При визначенні застосовуваного права Вступний закон орієнтується також на волю сторін; можливість вибору права передбачається не тільки для договірних зобов'язань, а й при реалізації права на ім'я, при визначенні наслідків шлюбу, а також для спадкових відносин і зобов'язань, що виникли через закон . Сфера застосування колізійних норм Вступного закону істотно звузилася з введенням в дію гармонізуючих колізійне право країн Євросоюзу регламентів Рим I, Рим II і Рим III.

## Загальна характеристика Уложення

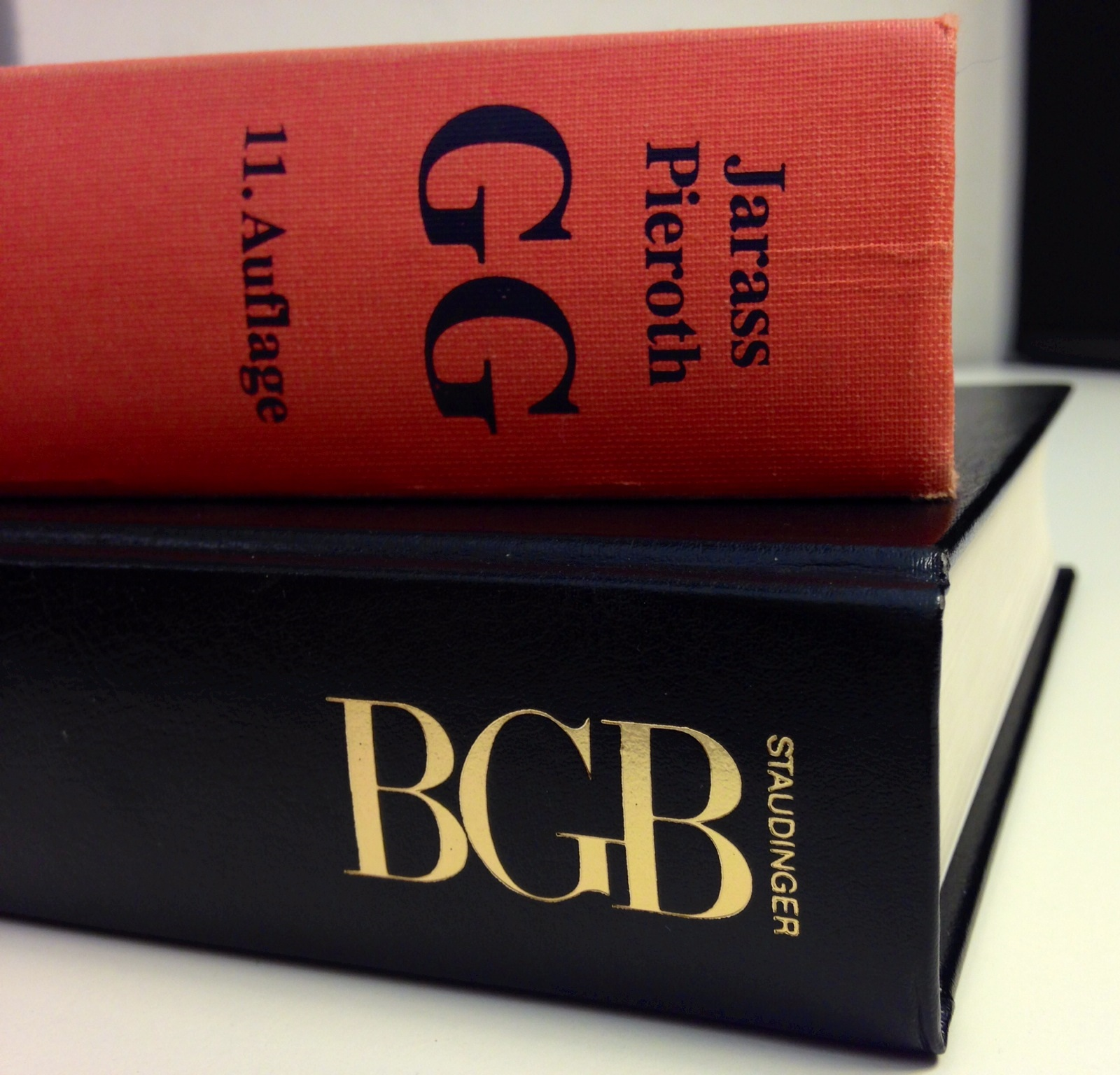
Коментарі до Уложення і Основного закону ФРН

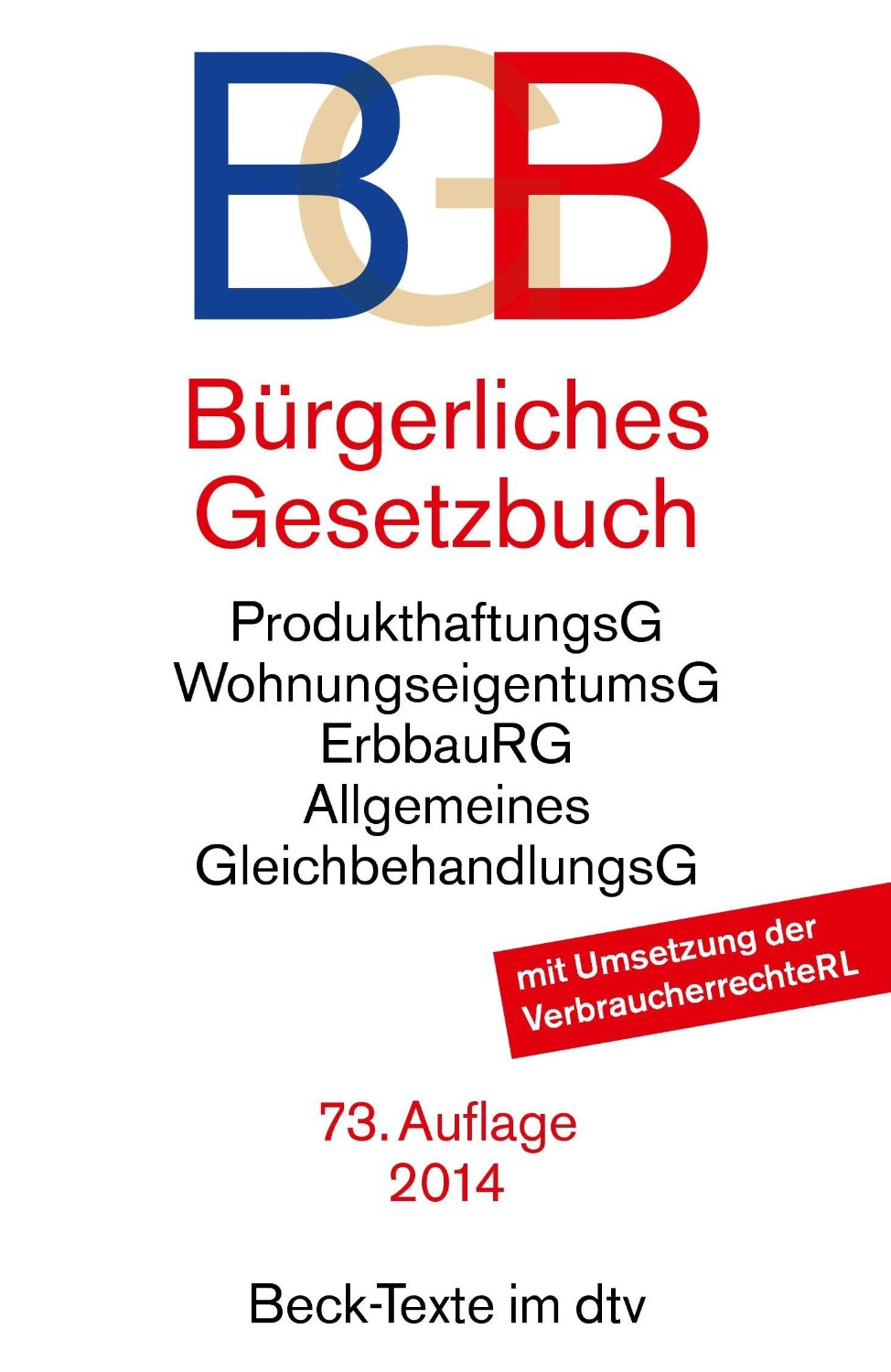
Видання Уложення 2014 року, що включає також Закон про відповідальність за неякісну продукцію, Закон про власність на житлові приміщення, Закон про спадкове право забудови і Закон про загальну рівноправність

Цивільний кодекс Німеччини є найбільшою кодифікацією цивільного права кінця XIX століття: первісна редакція Уложення налічує 2385 параграфів, не беручи до уваги 218 статей Вступного закону. При складанні і прийнятті Уложення німецький законодавець відмовився від інституційної системи Кодексу Наполеона: німецький кодекс побудований за пандектною системою, розробленої пандектистами XIX століття, яка об'єднує цивільно-правові норми в чотири великих інститути — речове, зобов'язальне, шлюбно-сімейне та спадкове право; норми, загальні для всіх підгалузей цивільного права, становлять загальну частину. Вплив пандектистики простежується не тільки в структурі, але значною мірою у стилі та змісті Уложення, що згодом дало Цвайгерту та Кьотцу підставу назвати його «тріумфом німецької науки цивільного права» (зокрема, Р. Кніпер наводить як приклад параграфи 97, 177, 306 Уложення, текст яких практично повністю відповідає формулюванням відомого «Підручника пандектного права» Віндшейда, а також теорії правопретензій з відносин власника — власника, також перейняту кодифікаторами з праць цього вченого). Дотримання науково-правової традиції, з одного боку, позитивно позначилося на юридико-технічному рівні Уложення, з іншого — було однією з причин докорів укладачам кодексу щодо консерватизму в окремих питаннях: на думку деяких вчених, Уложення «дивиться назад в XIX століття» (Г. Весенберг) являє собою «кінцевий продукт швидше XIX століття, ніж початку XX століття» (Радбрух).
Автори Уложення відмовилися і від методу казуїстичного регулювання окремих випадків і ситуацій: кодекс містить абстрактно сформульовані правові норми загального характеру. Уложення спрямоване насамперед на фахівців-юристів, а не на пересічних громадян: його матеріал викладено мовою абстрактних понять, малозрозумілих для непрофесіонала. Вже після прийняття Уложення вчений епохи висловлював побоювання: «прийнятий в Німецькому цивільному уложенні спосіб викладу може стати приводом для великих непорозумінь. Безсумнівно, перш за все, через те, що воно (Уложення) недоступне для народного розуміння». Зі способу конструювання норм слідують певні особливості юридичної мови Уложення: замість стиснутого та образного стилю Кодексу Наполеона, в німецькому кодексі на перше місце поставлені педантична точність і вичерпна повнота норм, що, однак, часто досягається за допомогою канцелярського стилю, надзвичайно складної і навіть громіздкої побудови фраз, надмірного числа спеціальних юридичних термінів, а також величезної кількості внутрішніх посилань на інші статті (відсильні норми права) .
У той же час термінологія і форма викладу Уложення вельми продумані: вона не проста, але дуже логічна і точна. Юридична досконалість Уложення високо оцінюється дослідниками: «у досвідченого експерта, постійно працюючого з Уложенням, врешті-решт з'являється відчуття захоплення цим кодексом, оскільки йому відкривається прихована краса точності думки» , «мова Уложення є, ймовірно, найбільш точною і логічною мовою, якою коли-небудь писалися цивільні кодекси»," я переконаний, що ніколи ще досі в законодавчий акт не було вкладено стільки першокласної інтелектуальної потужності". Звинувачення Уложення у ваговитості і громіздкості є безпідставною, адже не враховуються особливості німецької мови та традиції німецької пандектистики, представники якої створили загальну теорію цивільного права з високим ступенем розробленості і деталізації. Як відзначав Франц Віакер «всупереч часто необдуманій критиці… мова Уложення відрізняється переважно ясністю, точністю і чіткістю, яким шкодить лише онімечення римської термінології».
В Уложенні відсутні визначення цивільно-правових інститутів — власності, договору і ін. Таким чином укладачі Уложення відреагували на велику кількість дефініцій в першому проєкті кодексу, слідуючи тим самим старовинному римському правилу, сформульованим ще Луцієм Яволеном Пріском — «в цивільному праві будь-яка дефініція небезпечна, адже її недостатньо, щоб вона не могло бути спростована» (лат. Omnis definitio in iure civili periculosa est; parum est enim, ut non subverti posset Omnis definitio in iure civili periculosa est; parum est enim, ut non subverti posset, Д.50.17.202). Законодавець навмисно уникає будь-яких загальних визначень, в крайньому випадку використовуючи описи. У цьому його підтримують вчені: «визначення часто бувають неправильними внаслідок складності у підбиранні виразу, що здатен охопити дане явище у всіх його напрямках».

## Вплив Уложення

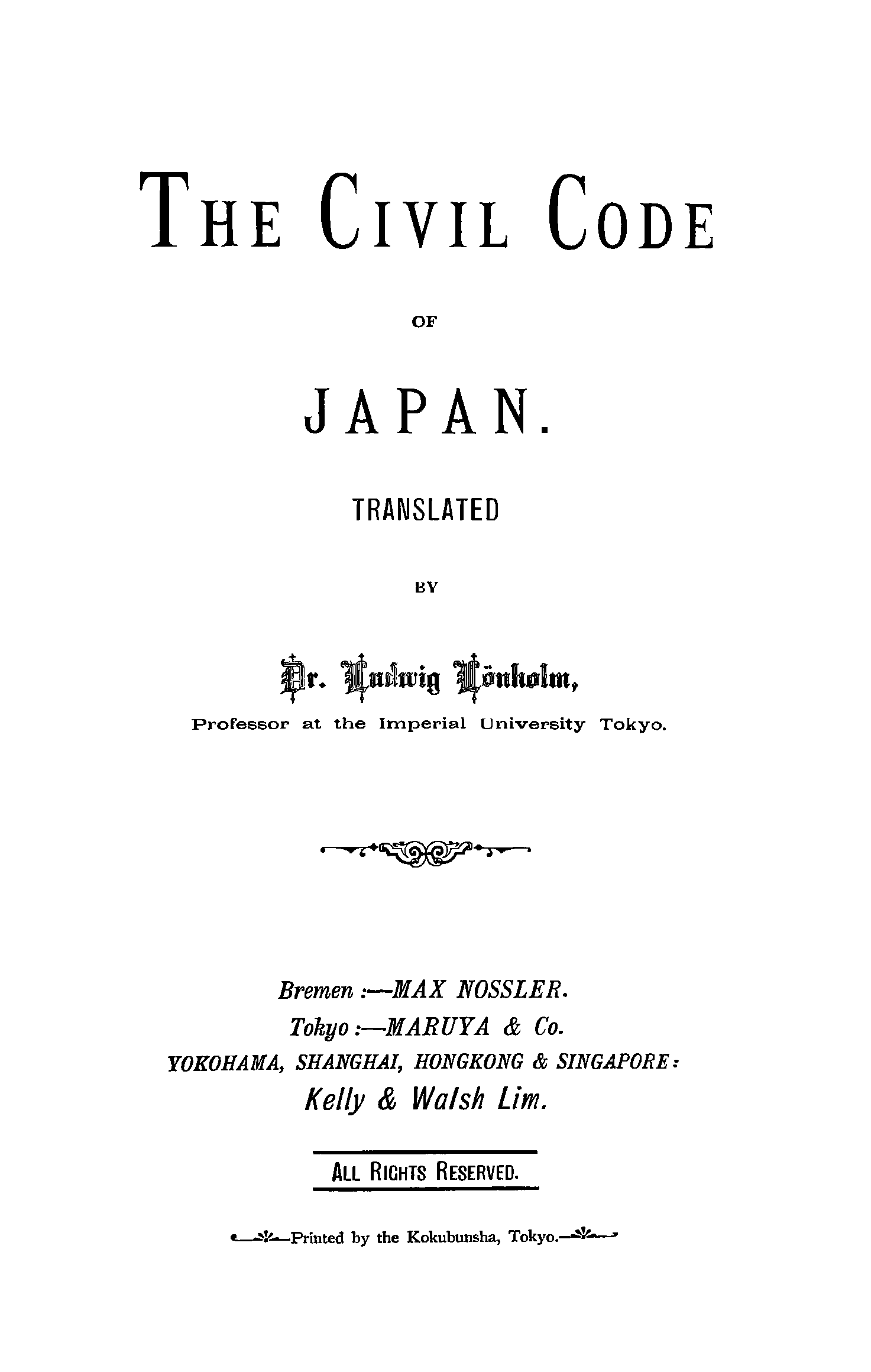
Цивільний кодекс Японії

Незважаючи на те, що до моменту прийняття Уложення вже майже сторіччя діяв Кодекс Наполеона, вплив німецького кодексу на законодавство ряду країн був значним. Абстрактний стиль мови Уложення вважався більш високорозвиненою юридичною технікою, ніж казуїстичні норми французького закону. Іншою причиною сприйняття Уложення була висока репутація німецького правознавства, що забезпечила німцям звання провідної нації в галузі правової культури .
Зокрема, в Угорщині, в 1861 році було досягнуто певної автономії в межах Австро-Угорщини, було скасовано дію Загального цивільного кодексу Австрії; як наслідок, угорська судова практика почала дедалі більше використовувати німецьке право. Що стосується самого австрійського кодексу, то його зміст був значно наближений до Уложення після внесення змін законами 1914—1916 років. Уложення вплинуло на законодавство і розробку проєктів цивільних кодексів Чехословаччини і Югославії, утворених в 1918 році. Структура та організація Уложення були використані при складанні проєкту Цивільного уложення Російської імперії, а згодом — при розробці Цивільного кодексу РРФСР 1922 року і цивільних кодексів інших союзних республік СРСР. Нормами Уложення і Швейцарського Закону про зобов'язальне право надихалися укладачі зобов'язального кодексу Польщі, прийнятого в 1933 році, який замінив ряд титулів діючого в країні Кодексу Наполеона. Особливо сильно Уложення вплинуло на Цивільний кодекс Греції 1946, що мала тісні зв'язки з Німеччиною ще з 1832 року, коли грецький трон посів представник баварської династії Оттон (Отто). Загальна частина Уложення з деякими змінами була перейнята кодексами Португалії та Нідерландів. На основі Уложення засновані і кодифікації цивільного права деяких країн Латинської Америки — зокрема, Бразилії (1916) і Перу (1936).
Значний вплив Уложення відчули країни Азії. У Японській імперії ще в 1890 році було опубліковано проєкт цивільного кодексу, складеного за зразком Кодексу Наполеона. Передбачалося, що проєкт набуде чинності в 1893 році, проте він викликав заперечення, що зводяться головним чином до питань шлюбно-сімейного права. Новостворена комісія вивчила щойно опублікований проєкт Уложення і склала новий проєкт Цивільного кодексу Японії, побудований за пандектною системою, який набув чинності 16 липня 1898 року. Королівство Сіам (Таїланд) в 1924—1935 роках прийняло цивільний кодекс, який багато в чому спирався на німецьке право, за винятком сімейного та спадкового права. Цивільний кодекс Китаю 1931 і японський цивільний кодекс було розроблено з орієнтацією на Уложення, хоча за рівнем юридичної техніки вони істотно поступалися попередникам.